# Nabil Elouahabi
Nabil Elouahabi, född 6 februari 1975, är en brittisk skådespelare.
Elouahabi har bland annat medverkat i TV-serierna Trigger Point, The Tower och Blue Lights.

## Filmografi (i urval)
- 2021 – The Tower (TV-serie)
- 2023 – Blue Lights (TV-serie)
- 2022–2024 – Trigger Point (TV-serie)